# Списък на игралните римейкове на анимационните филми на Дисни
Това е списък с игралните или фотореалистични римейкове, създадени от Уолт Дисни Пикчърс на своите анимационни филми. Този списък не включва римейкове на хибридни филми (съчетание на живо действие с анимация) като Драконът, моят приятел, анимационни филми, продуцирани от друго студио и по-късно претворени в игрални версии от Дисни, игрални филми на друго студио, направени въз основа на една и съща история, които по-късно са придобити от компанията (като филма на Фокс „Имало едно време: История за Пепеляшка“ или на Пате „Шумът на върбите“), а също и филми, издадени директно на видео, като Книга за джунглата: Историята на Маугли и телевизионни предавания (Ким Суперплюс).

## Издадени филми

### Кино
| Филм                                    | Оригинален анимационен филм           | Премиера         | Режисьор(и)      | Сценарист(и)                                                                   | Продуцент(и)                                                     | Бележки                                                 |
| --------------------------------------- | ------------------------------------- | ---------------- | ---------------- | ------------------------------------------------------------------------------ | ---------------------------------------------------------------- | ------------------------------------------------------- |
| Книга за джунглата                      | Книга за джунглата (1967)             | 25 декември 1994 | Стивън Сомърс    | Стивън Сомърс, Роналд Яновер и Марк Гелдман                                    | Едуард Фелдман и Раджу Пател                                     | [ 1 ]                                                   |
| 101 далматинци                          | Сто и един далматинци (1961)          | 27 ноември 1996  | Стивън Херек     | Джон Хюз                                                                       | Джон Хюз и Рикардо Местрес                                       | [ 2 ]                                                   |
| 102 далматинци                          | One Hundred and One Dalmatians (1961) | 22 ноември 2000  | Кевин Лима       | Кристен Бъкли, Брайън Регън, Боб Цудикер и Нони Уайт                           | Едуард Филдман                                                   | [ 3 ]                                                   |
| Алиса в Страната на чудесата            | Алиса в Страната на чудесата (1951)   | 5 март 2010      | Тим Бъртън       | Линда Улвъртън                                                                 | Ричард Занук, Джо Рот, Сюзън Тод и Дженифър Тод                  | [ 4 ] [ 5 ]                                             |
| Господарка на злото                     | Спящата красавица (1959)              | 30 май 2014      | Робърт Стромбърг | Линда Улвъртън                                                                 | Джо Рот                                                          | [ 6 ] [ 7 ] [ 8 ]                                       |
| Пепеляшка                               | Пепеляшка (1950)                      | 13 март 2015     | Кенет Брана      | Крис Вайц                                                                      | Саймън Кинбърг, Алисън Шиърмър и Дейвид Барън                    | [ 9 ] [ 10 ] [ 11 ] [ 12 ]                              |
| Книга за джунглата                      | Книга за джунглата (1967)             | 15 април 2016    | Джон Фавро       | Джъстин Маркс                                                                  | Джон Фавро и Бригъм Тейлър                                       | [ 13 ] [ 14 ] [ 15 ]                                    |
| Алиса в Огледалния свят                 | Алиса в Страната на чудесата (1951)   | 27 май 2016      | Джеймс Бобин     | Линда Улвъртън                                                                 | Джо Рот, Сюзън Тод, Дженифър Тод и Тим Бъртън                    | [ 16 ]                                                  |
| Красавицата и звярът                    | Красавицата и звярът (1991)           | 17 март 2017     | Бил Кондън       | Стивън Чбоски и Еван Спилиотопулос                                             | Дейвид Хоберман и Тод Либерман                                   | [ 17 ] [ 18 ] [ 19 ]                                    |
| Историята на Кристофър Робин и Мечо Пух | Филми за Мечо Пух                     | 3 август 2018    | Марк Форстър     | Алекс Рос Пери, Том Макарти, Алисън Шроедер, Грег Брукър и Марк Стивън Джонсън | Бриъм Тейлър и Кристин Бур                                       | [ 20 ]                                                  |
| Дъмбо                                   | Дъмбо (1941)                          | 29 март 2019     | Тим Бъртън       | Ерен Кругер                                                                    | Джъстин Спрингър, Ерен Кругер, Дерек Фрей и Катерли Фрауенфелдер | [ 20 ]                                                  |
| Аладин                                  | Аладин (1992)                         | 24 май 2019      | Гай Ричи         | Джон Оугъст и Гай Ричи                                                         | Дан Лин и Джонатан Елрич                                         | [ 20 ]                                                  |
| Цар лъв                                 | Цар лъв (1994)                        | 19 юли 2019      | Джон Фавро       | Джеф Натансън                                                                  | Джон Фавро, Карен Гилкрист и Джефри Силвър                       | [ 22 ] [ 20 ] [ 23 ]                                    |
| Господарка на злото 2                   | Спящата красавица (1959)              | 18 октомври 2019 | Юахим Рьонинг    | Линда Улвъртън, Ноа Харпстър и Мика Фицерман-Блу                               | Джо Рот, Анджелина Джоли и Дънкан Хендерсъв                      | [ 24 ] [ 25 ]                                           |
| Лейди и Скитника                        | Лейди и Скитника (1955)               | 12 ноември 2019  | Чарли Бийн       | Андрю Буялски и Кари Гранлънд                                                  | Бригъм Тейлър                                                    | [ 5 ] [ 26 ] [ 27 ]                                     |
| Мулан                                   | Мулан (1998)                          | 4 септември 2020 | Ники Каро        | Елизабет Мартин, Лорън Хайнек, Рик Джафа и Аманда Силвър                       | Крис Бендър, Тендо Нагенда, Джейсън Рийд и Джейк Уейнър          | [ 28 ] [ 29 ] [ 30 ]                                    |
| Круела                                  | Сто и един далматинци (1961)          | 28 май 2021      | Крейг Гилеспи    | Дейна Фокс и Тони Макнамара                                                    | Андрю Гън, Марк Плат и Кристин Бър                               | [ 31 ] [ 32 ] [ 33 ] [ 34 ] [ 35 ] [ 36 ] [ 37 ]        |
| Пинокио                                 | Пинокио (1940)                        | 26 май 2023      | Робърт Земекис   | Крис Уайц и Робърт Земекис                                                     | Крис Уайц, Робърт Земекис, Дерек Хю и Андрю Милано               | [ 38 ] [ 39 ] [ 40 ] [ 41 ] [ 42 ] [ 43 ] [ 44 ] [ 45 ] |

## Предстоящи

### Кино
| Филм                           | Оригинален анимационен филм        | Премиера      | Режисьор(и)    | Сценарист(и)                             | Продуцент(и)                                            | Бележки                                                 |
| ------------------------------ | ---------------------------------- | ------------- | -------------- | ---------------------------------------- | ------------------------------------------------------- | ------------------------------------------------------- |
| Питър Пан и Уенди              | Питър Пан (1953)                   | 28 април 2023 | Дейвид Лоури   | Дейвид Лоури и Тоби Халбрукс             | Джо Рот и Джим Уитъкър                                  | [ 46 ] [ 47 ] [ 48 ] [ 49 ] [ 50 ]                      |
| Малката русалка                | Малката русалка (1989)             | 26 май 2023   | Роб Маршал     | Джейн Голдмън и Дейвид Маги              | Роб Маршал, Джон Делука, Лин-Мануел Миранда и Марк Плат | [ 51 ] [ 52 ]                                           |
| Снежанка                       | Снежанка и седемте джуджета (1937) | 22 март 2024  | Марк Уеб       | Ерин Кресилда Уилсън и Грета Гъруиг      | Марк Плат                                               | [ 53 ] [ 54 ] [ 55 ]                                    |
| Муфаса: Цар лъв                | Цар лъв (1994)                     | 5 юли 2024    | Бари Дженкинс  | Джеф Нейтънсън                           | Адел Романски и Марк Серияк                             | [ 56 ] [ 57 ]                                           |
| Неозаглавен Книга за джунглата | Книга за джунглата (1967)          | TBA           | Джон Фавро     | Джъстин Маркс                            | Джон Фавро и Бригам Тейлър                              | [ 58 ]                                                  |
| Пинокио                        | Пинокио (1940)                     | TBA           | Робърт Земекис | Крис Уеиц и Робърт Земекис               | Крис Уеиц и Андрю Милано                                | [ 59 ] [ 60 ] [ 61 ] [ 62 ] [ 63 ] [ 64 ] [ 65 ] [ 66 ] |
| Неозаглавен Аладин             | Аладин (1992)                      | TBA           | TBA            | Джордън Дън и Андреа Берлоф              | Дан Лин и Джонатан Ейрич                                | [ 67 ]                                                  |
| Гърбушкото от Нотр Дам         | Парижката Света Богородица (1996)  | TBA           | TBA            | Дейвид Хенри Хуанг                       | Дейвид Хобърман, Тод Либерман, Джош Гад и Дон Хан       | [ 68 ] [ 69 ]                                           |
| Червена роза                   | Снежанка и седемте джуджета (1937) | TBA           | TBA            | Джъстин Мерц, Евън Дохърти и Кристин Гор | Трип Винсън                                             | [ 70 ] [ 71 ]                                           |
| Бамби                          | Бамби (1942)                       | TBA           | TBA            | Дженева Робъртсън-Дуорт и Линдзи Бир     | Крис Уеиц и Андрю Милано                                | [ 72 ]                                                  |
| Херкулес                       | Херкулес (1997)                    | TBA           | TBA            | Дейвид Калахам                           | Антъни и Джо Русо, Джефри Силвър и Карен Джилкрист      | [ 73 ] [ 74 ]                                           |

### Дисни+
| Филм               | Оригинален анимационен филм | Премиера | Режисьор(и)            | Сценарист(и)               | Продуцент(и)                           | Бележки              |
| ------------------ | --------------------------- | -------- | ---------------------- | -------------------------- | -------------------------------------- | -------------------- |
| Мечът в камъка     | Мечът в камъка (1963)       | TBA      | Хуан Карлос Фреснадийо | Браян Когмън               | Бригмън Тейлър                         | [ 75 ] [ 76 ] [ 77 ] |
| Робин Худ          | Робин Худ (1973)            | TBA      | Карлос Лопес Естрада   | Кари Гранлънд              | Джъстин Спрингър                       | [ 78 ]               |
| Неозаглавен Аладин | Аладин (1992)               | TBA      | TBA                    | Джордън Дън и Майкъл Кваме | Дан Лин, Джонатан Ейрич и Раян Халприн | [ 79 ]               |
| Лило и Стич        | Лило и Стич (2002)          | TBA      | TBA                    | Майк Ван Уас               | Дан Лин и Джонатан Ейрич               | [ 80 ]               |

## Възможни проекти
Игралният филм Камбанка е в процес на разработка. Съобщено е, че игралният филм за Принц Чарминг (героят от Пепеляшка), озаглавен Чарминг, е в процес на писане от Стивън Чбоски, който е и вероятният режисьор на лентата. През 2015 г. е обявен филмът предистория на Аладин, озаглавен Джин, написан от Демиан Шанън и Марк Суифт и продуциран от Трип Винсън.